# Säkerhetspolitik
Säkerhetspolitik, politik som syftar till att säkra en stats fortbestånd.
Säkerhetspolitik består bland annat av försvarspolitik som syftar till kapacitet att försvara landet från väpnat angrepp, utrikespolitik som syftar till att bevaka intressen gentemot andra stater och inre säkerhetspolitik som syftar till att förebygga inre hot.
Generellt kan säkerhetspolitik sammanfattas som alla åtgärder som ett land vidtar för att tillvarata och skydda sina vitala nationella intressen